# Isocitrato deidrogenasi (NADP+)
La isocitrato deidrogenasi (NADP+) è un enzima appartenente alla classe delle ossidoreduttasi, che catalizza la seguente reazione:
1. isocitrato + NADP+ ⇄ 2-ossoglutarato + CO2 + NADPH;
2. ossalsuccinato ⇄ 2-ossoglutarato + CO2

Richiede Mn2+ o Mg2+ per reagire. Diversamente da isocitrato deidrogenasi (NAD+), l'ossalsuccinato può essere usato come substrato. Negli eucarioti, l'isocitrato deidrogenasi esiste in due forme: una legata NAD+-che si trova solo nei mitocondri e mostra proprietà allosteriche, e una forma non allosterica di enzima NADP+-legato che si trova sia nei mitocondri sia nel citoplasma [6]. L'enzima di alcune specie può usare anche NAD+ ma molto più lentamente [6,7].